# Instituut voor Sociale Zekerheid en Diensten voor Werknemers in Overheidsdienst

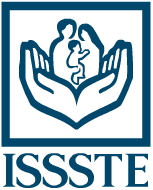
Logo

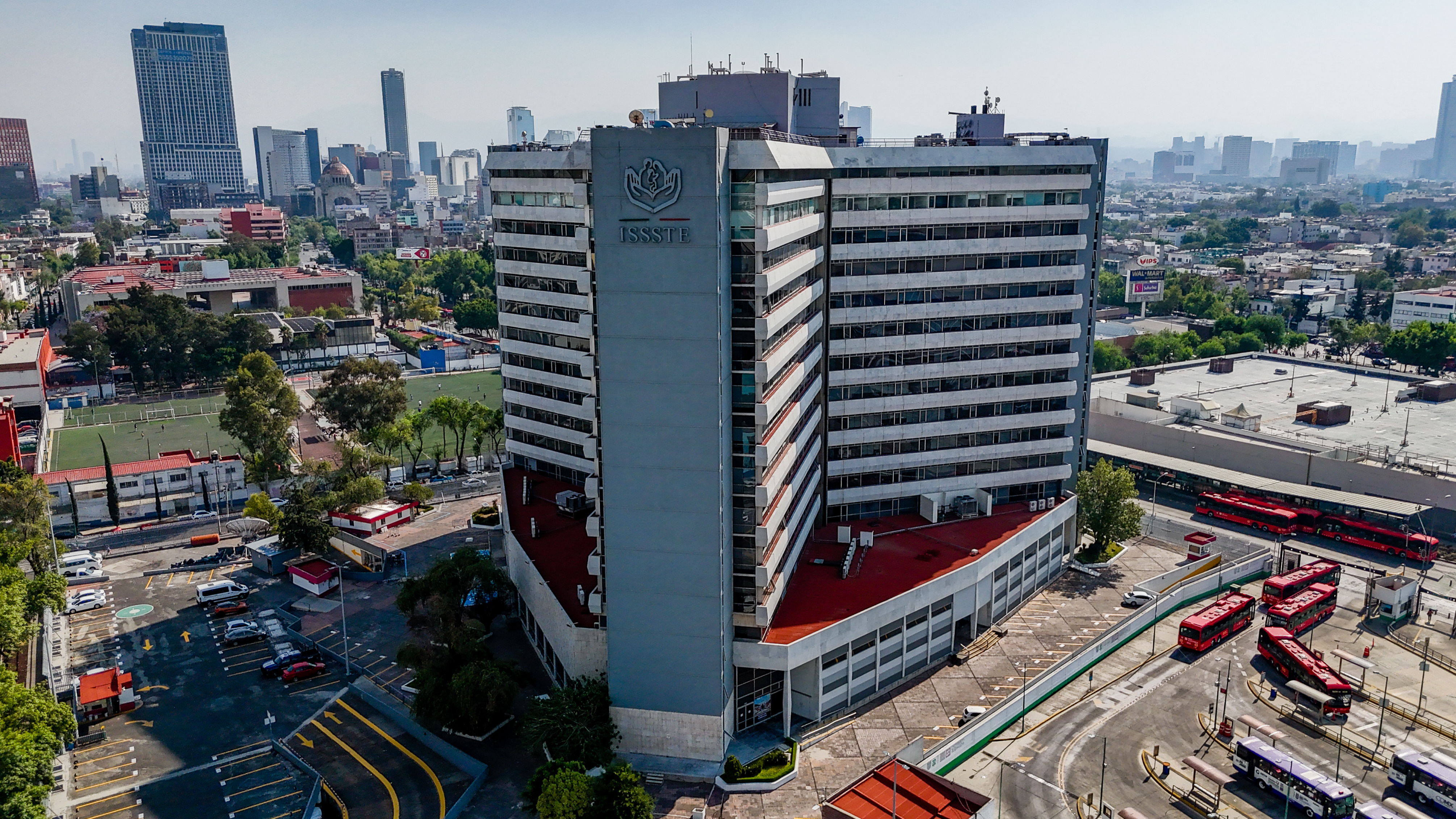
Hoofdkantoor van de ISSSTE in Mexico-Stad

Het Instituut voor Sociale Zekerheid en Diensten voor Werknemers in Overheidsdienst (Spaans: Instituto de Seguridad y Servicios Sociales de los Trabajadores del Estado, ISSSTE) is een instituut voor sociale zekerheid in Mexico.
Het ISSSTE werd in 1959 opgericht door president Adolfo López Mateos (1958-1964). Het ISSSTE biedt sociale verzekeringen en gezondheidszorg voor werknemers in dienst van de Mexicaanse overheid.
In 2007 liet president Felipe Calderón de ISSSTE individualiseren. Volgens tegenstanders van de nieuwe ISSSTE-wet komt dit neer op privatisering, wat Calderón ontkent.